# Melgven
Melgven település Franciaországban, Finistère megyében. Lakosainak száma 3388 fő (2022. január 1.). Melgven Rosporden, Trégunc, Concarneau, Pont-Aven és Saint-Yvi községekkel határos.

## Népesség
A település népességének változása:
| Lakosok száma | 3072 | 2809 | 2987 | 3181 | 3408 | 3394 | 3356 | 3408 | 3422 | 3388 |
|               | 1968 | 1982 | 1990 | 2006 | 2013 | 2015 | 2017 | 2019 | 2020 | 2022 |